# Bradley Jaden
Bradley Jaden (född Bradley Wilson) är en engelsk musikalartist. Hans West End-meriter inkluderar huvudroller som Javert och Enjolras i Les Misérables, Fiyero i Wicked och Lancelot i Camelot.
2014 gjorde han sin "Les Mis" -debut då han spelade Lesgles och var understudy för Enjolras på West End. Han skulle senare ta över rollen som Enjolras, inklusive på den stora galan vid musikalens 30-årsjubileum 2015.
Jaden syntes 2024-2025 i Les Misérables: The Arena Spectacular World Tour. Han spelade Javert bland annat i de tre föreställningarna turnén höll i Sverige 2025, med Peter Jöback i huvudrollen.